# Tonhalle (Zurigo)

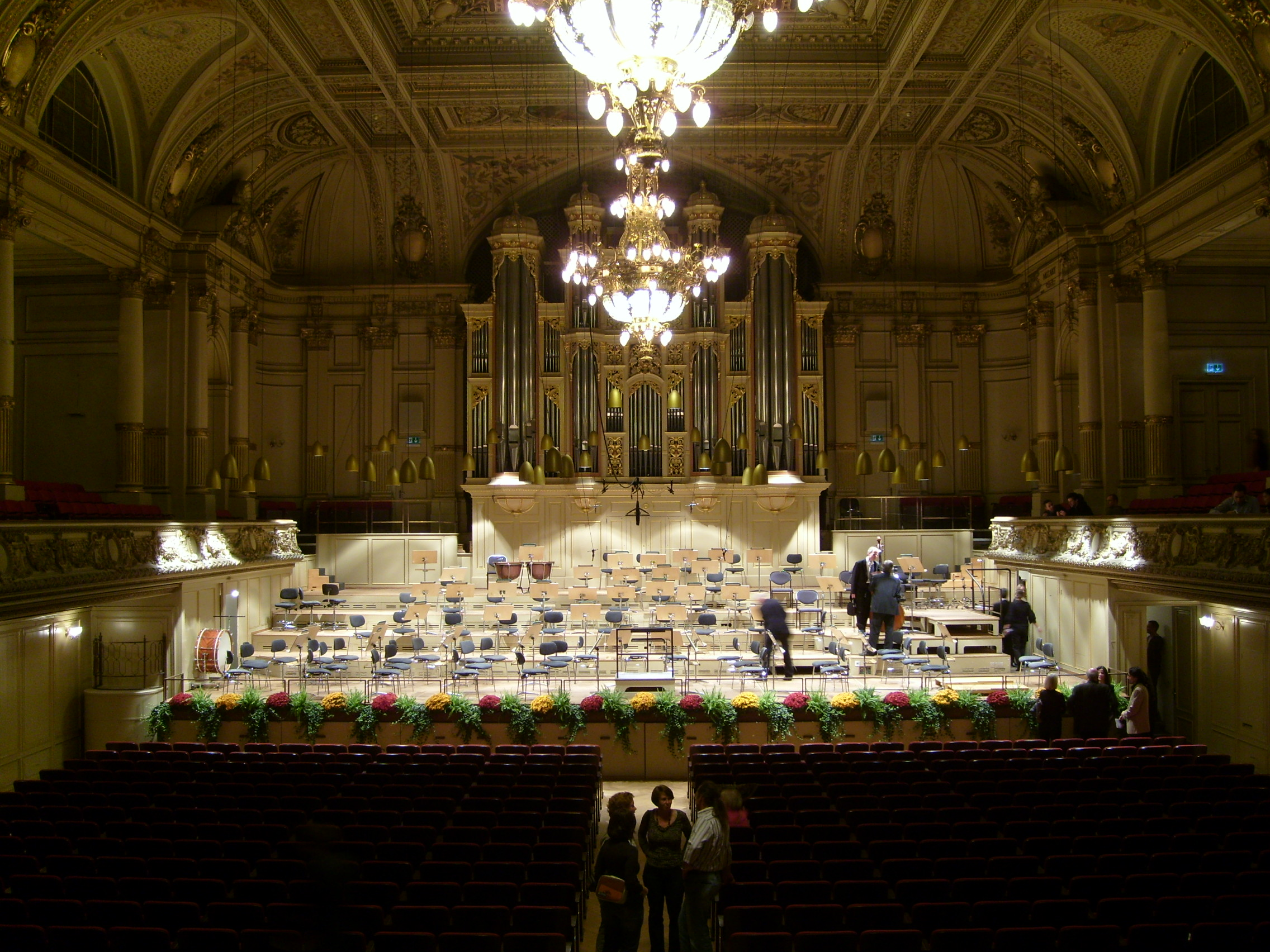
La sala grande della Tonhalle (Der grosser Saal)

La Tonhalle Zürich (in tedesco: "sala dei suoni di Zurigo") è il principale auditorium sinfonico della città di Zurigo. La Tonhalle fa parte della Kongresshaus, che si trova nel centro cittadino, vicino alla riva del lago di Zurigo e della Bürkliplatz.
L'edificio contiene varie sale da concerto, la più grande delle quali è la grosser Saal, sala di grande qualità acustica.

## Storia
L'edificio fu costruito fra il 1892 e il 1895. L'inaugurazione ebbe luogo in questo stesso anno in presenza di Johannes Brahms su progetto dell'architetto tedesco Bruno Schmitz.

## Musica
Attualmente la Tonhalle è sede della Orchestra della Tonhalle di Zurigo. L'organo attuale è stato realizzato nel 1984 dalla ditta Kleuker-Steimayer e da Jean Guillou.